# Spaghetti al tonno
Gli spaghetti al tonno sono un primo piatto appartenente alla cucina popolare italiana di diverse regioni. Sebbene con alcune varianti locali, gli spaghetti vengono generalmente conditi con una salsa di tonno, cipolla e pomodoro.

## Storia
In Italia le prime latte di tonno in scatola vennero commercializzate a Genova nel 1868. La diffusione del pesce di mare in scatola, affermatosi fra gli anni 1920 e 1930 ed infine prodotto su scala industriale negli anni 1950, rese questo ingrediente più accessibile e facilmente conservabile alle popolazioni rurali dell'entroterra.  Allo stesso tempo, la pasta secca di origine meridionale, come gli spaghetti, si diffuse dall'Ottocento in poi anche in Italia settentrionale, soprattutto nelle zone rurali, grazie alla praticità di utilizzo e alla facile conservabilità. La necessità di unire il tonno con la pasta risalirebbe ai pranzi di magro, quando ci si asteneva dal consumo di carne secondo le consuetudini della religione cattolica. 

### Varianti locali
Secondo una ricerca condotta dall'Accademia italiana della cucina, a Bologna l'uso di condire gli spaghetti col tonno risale ai primi del Novecento. Questa preparazione ebbe successo principalmente fra le classi più povere e in provincia, grazie al fatto che non richiedeva ingredienti particolarmente costosi e rispondeva alle esigenze dei cattolici che osservavano il venerdì senza carne. La ricetta risultante da questa ricerca, che consiste in spaghetti conditi con un sugo di tonno in scatola, cipolla bianca e salsa di pomodoro, è stata depositata presso la Camera di commercio di Bologna il 14 novembre 2018.
A Roma vengono preparati con tonno in scatola, cipolla, polpa di pomodoro, olio d'oliva e prezzemolo.  Alcune varianti prevedono anche l'uso del peperoncino e dell'aglio al posto della cipolla. 
In Sicilia, e in particolare a Palermo, vengono solitamente preparati senza pomodoro, arricchiti con uvetta, pinoli e finocchietto selvatico, di fatto rimpiazzando le tradizionali sarde con un più economico tonno in scatola.